# Малкин, Михаил (гимнаст)
Малкин, Михаил (род. 30 июля 1996, Баладжары) — азербайджанский гимнаст. Чемпион Европы по тамблингу (2018). Чемпион мира по тамблингу (2023).

## Карьера
Родился 30 июля 1996 года. Окончил Азербайджанскую государственную академию физической культуры и спорта.
Мастер спорта Азербайджана.
Выступает в дисциплине «прыжки на батуте» (тамблинг).
Является членом спортивного клуба «Оджаг».
Участвовал в международном турнире по акробатической гимнастике в Краснодаре (2008 год, 3 место, комбинированные упражнения),  Ставрополе (2009 год, 3 место, комбинированные упражнения), Виннице (2012 и 2013 год, тамблинг, дважды 1 место).
Чемпион Азербайджана по тамблингу 2011, 2012, 2018 годов.
На мировых соревнованиях по возрастным группам 2017 года (София, Болгария) занял 1 место.
На кубке мира по тамблингу 2017 года (Лоле, Португалия) занял 1 место.
На кубке мира по тамблингу 2017 года (Вальядолид, Испания) занял 3 место.
На кубке мира FIG по прыжкам на батуте «AGF Trophy 2017» года занял 2 место (тамблинг).
На кубке мира 2019 года (Хабаровск, Россия) занял 1 место.
На кубке мира 2019 года (Баку) занял 2 место.
Завоевал 1 место на чемпионате Европы по тамблингу 2018 (Баку).
Занял второе место на чемпионате мира по прыжкам на батуте 2021 (Баку), третье место на чемпионате Европы по тамблингу 2021 (Сочи, Россия).
На открытом чемпионате Казахстана по тамблингу 2022 года (Алматы) занял 1 место в индивидуальном и командном зачёте.
На кубке мира 2022 года (Коимбра, Португалия) занял 1 место.
На чемпионате Европы по тамблингу 2022 (Римини, Италия) занял 2 место в индивидуальных, 3 место в командных соревнованиях.
На кубке мира 2022 (Римини, Италия) занял 2 место.
Занял 1 место на чемпионате Баку 2022 года.
В июле 2023 года завоевал золотую медаль на кубке мира по тамблингу (Сантарен, Португалия)
В октябре 2023 года на кубке Франции по тамблингу завоевал золотую медаль в индивидуальной программе и в командных соревнованиях составе сборной Азербайджана.
Завоевал золотую медаль в индивидуальных соревнованиях на чемпионате мира по прыжкам на батуте 2023 (Бирмингем, Великобритания). Также стал чемпионом мира в составе сборной Азербайджана в командном зачёте. Благодаря этой победе, получил путёвку на Всемирные игры 2025 (Чэнду, Китай).
На кубке мира 2023 года (Сантарен, Португалия) и кубке  мира 2023 года (Коимбра, Португалия) занял 1 место.
В феврале 2024 года на кубке мира по прыжкам на батуте и тамблингу в соревнованиях по тамблингу завоевал золотую медаль.
В апреле 2024 года завоевал золотую медаль в командном турнире на чемпионате Европы по прыжкам на батуте 2024 (Гимарайнш, Португалия).